# Alexandra Damaschin
Alexandra Damaschin (* 14. Februar 1991 in Bukarest) ist eine ehemalige rumänische Tennisspielerin.

## Karriere
Damaschin begann mit sieben Jahren das Tennisspielen und bevorzugt Sandplätze. Sie spielte vorrangig auf der ITF Women’s World Tennis Tour, wo sie einen Titel im Einzel und sieben im Doppel gewinnen konnte.

## Turniersiege

### Einzel
| Nr. | Datum          | Turnier     | Kategorie   | Belag | Finalgegnerin    | Ergebnis      |
| --- | -------------- | ----------- | ----------- | ----- | ---------------- | ------------- |
| 1.  | 5. August 2018 | Savitaipale | ITF $15.000 | Sand  | Melanie Klaffner | 2:6, 6:2, 6:0 |

### Doppel
| Nr. | Datum             | Turnier | Kategorie   | Belag | Partnerin                 | Finalgegnerinnen                       | Ergebnis         |
| --- | ----------------- | ------- | ----------- | ----- | ------------------------- | -------------------------------------- | ---------------- |
| 1.  | 29. Mai 2009      | Pitești | ITF $10.000 | Sand  | Camelia-Elena Hristea     | Diana Buzean Andreea Mitu              | 6:1, 6:4         |
| 2.  | 1. August 2009    | Onești  | ITF $10.000 | Sand  | Diana Enache              | Camelia Hristea Veronica Popovici      | 6:2, 6:1         |
| 3.  | 17. April 2010    | Bol     | ITF $10.000 | Sand  | Alexandra Cadanțu-Ignatik | Chantal Škamlová Romana Tabaková       | 6:2, 1:6, [10:5] |
| 4.  | 29. Mai 2010      | Craiova | ITF $10.000 | Sand  | Alexandra Cadanțu-Ignatik | Tanja Germanliewa Dessislawa Mladenowa | 6:3, 6:3         |
| 5.  | 4. September 2010 | Balș    | ITF $10.000 | Sand  | Alexandra Cadanțu-Ignatik | Martina Gledacheva Valentina Sulpizio  | 6:3, 7:5         |
| 6.  | 14. Juli 2012     | Iași    | ITF $10.000 | Sand  | Patricia Maria Țig        | Martina Kubičíková Tereza Máliková     | 6:3, 3:6, [11:9] |
| 7.  | 27. Oktober 2012  | Antalya | ITF $10.000 | Sand  | Barbara Sobaszkiewicz     | Viktoriya Lushkova Hanna Posnichirenko | 6:1, 3:6, [10:2] |